# Вільшанка (притока Раківки)
Вільшанка — річка в Україні у Обухівському районі Київської області. Права притока річки Раківки (басейн Дніпра).

## Опис
Довжина річки приблизно 3,46 км, найкоротша відстань між витоком і гирлом — 2,81  км, коефіцієнт звивистості річки — 1,23 . Формується декількома струмками та загатою.

## Розташування
Бере початок на північно-східній околиці села Мала Вільшанка. Тече переважно на північний захід і у селі Копачів впадає у річку Раківку, праву притоку річки Стугни.

## Цікаві факти
- На річці існують природні джерела[4].
- Від витоку річки на південній стороні на відстані приблизно 1,2 км пролягає автошлях Р19[3] (автомобільний шлях регіонального значення на території України. Проходить територією Київської області через Фастів від автошляху Р04, перетинається з міжнародним автошляхом М05 E95 і національним Н01. Проходить через Митницю, Обухів. Закінчується у Ржищеві, приєднуючись до національного автошляху Н02. Загальна довжина — 94,1 км.).